# Ponte Kryukov
Il ponte Kryukov (in ucraino Крюківський міст?; in russo Крюковский мост?) è il solo ponte che attraversa il fiume Dnepr a Kremenčuk in attesa che sia ultimata la costruzione di un ponte più moderno leggermente a valle.

## Storia

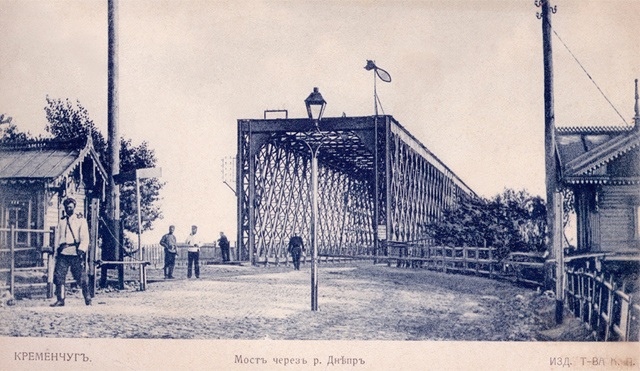
Immagine del ponte all'inizio del XX secolo

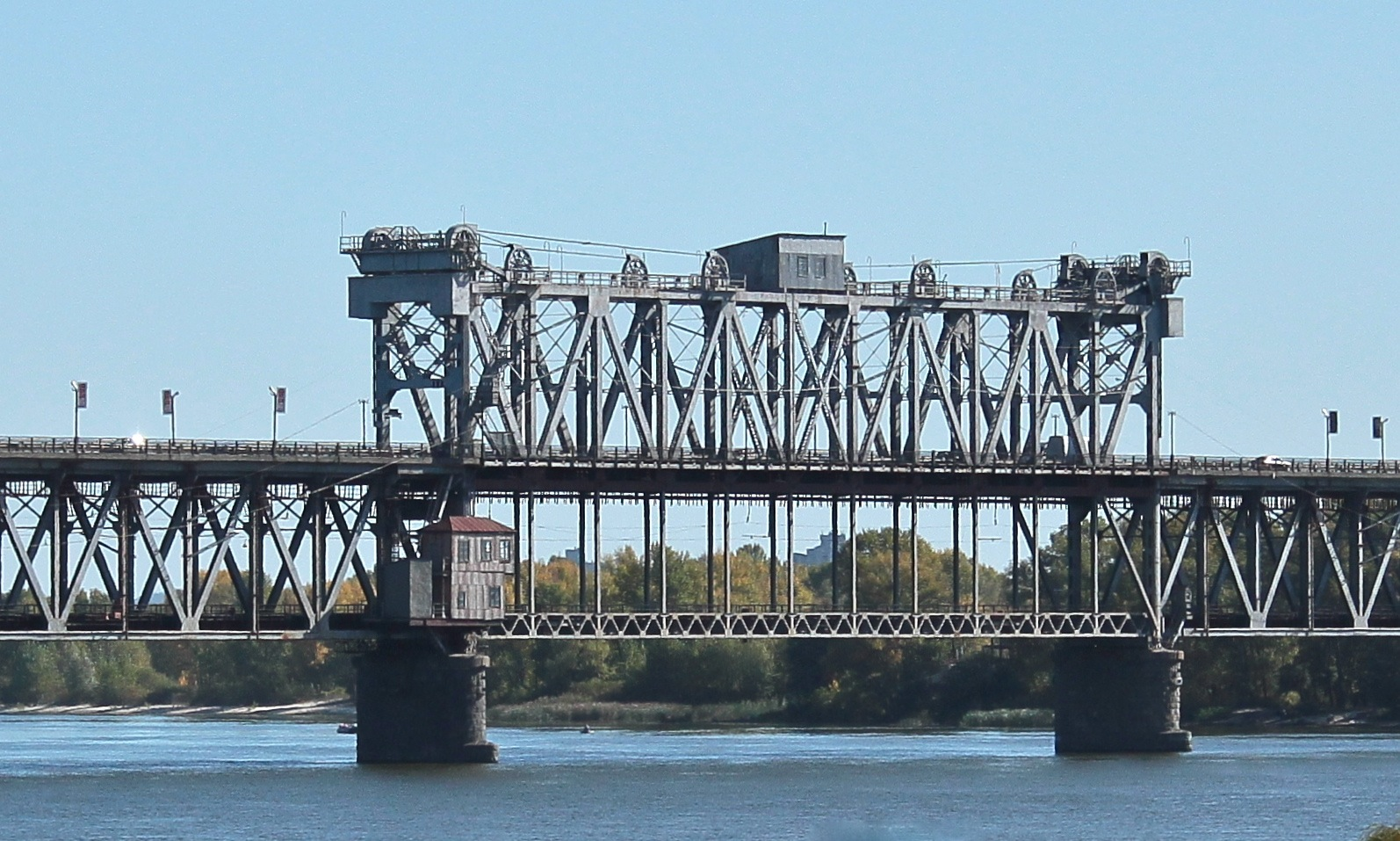
Parte centrale del ponte con campata mobile del ponte aggiunta nel 1949 quando si procedette alla sua completa ricostruzione.

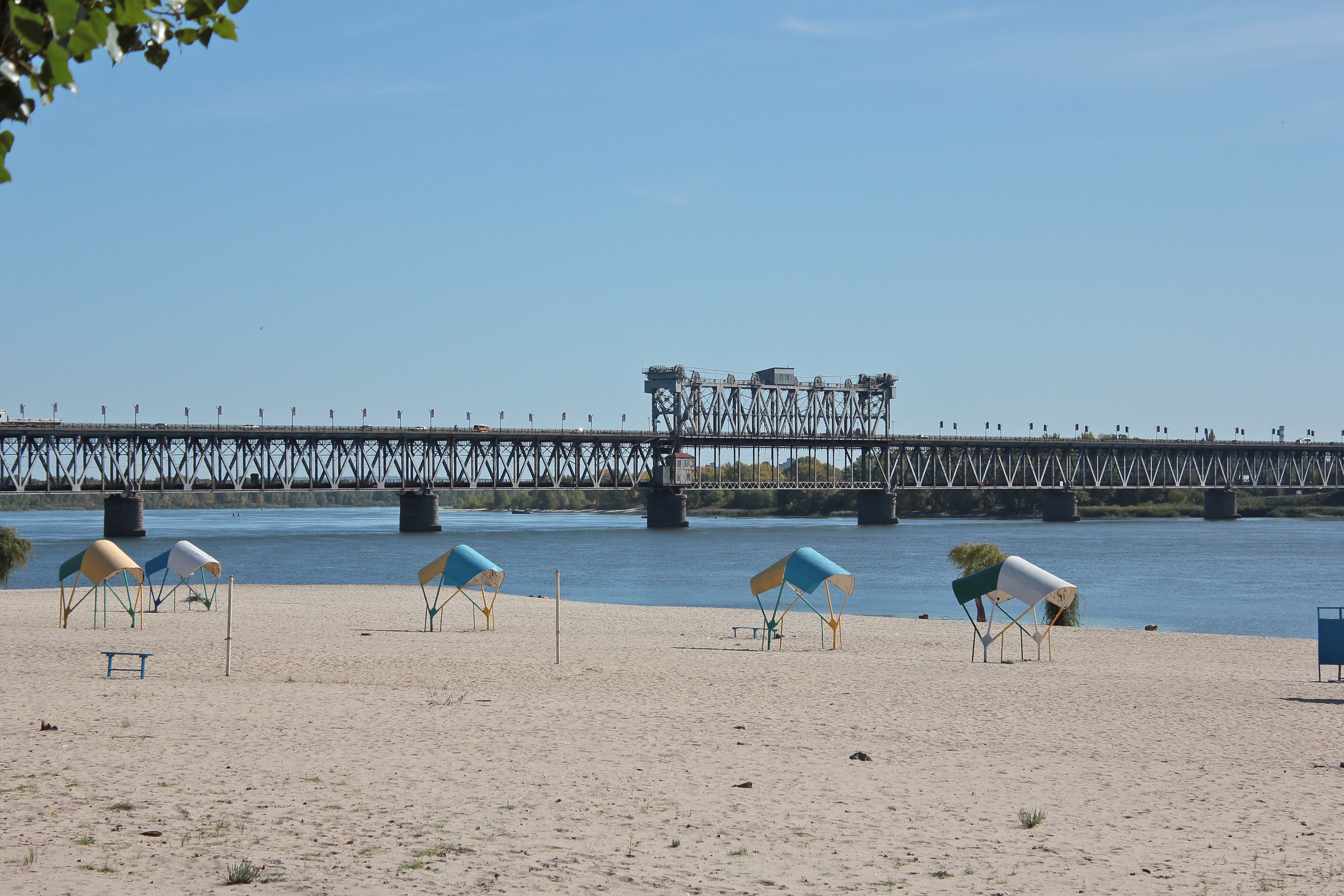
Riva del fiume Dnepr utilizzata come spiaggia e vista sul ponte

L'importante centro industriale di Kremenčuk nella seconda metà del XIX secolo fu raggiunto dalla ferrovia e la costruzione del primo ponte sul fiume Dnepr, necessario sia per il traffico ferroviario sia per quello stradale, fu affidata ad Amand Struve che aveva da poco progettato e seguito la costruzione del ponte ferroviario Struve a Kiev. La sua costruzione avvenne in tempi rapidi e la sua inaugurazione si ebbe il 25 marzo 1872. Durante la seconda guerra mondiale venne distrutto dalle truppe della Germania nazista. Durante il conflitto venne costruito un ponte provvisorio in legno, dato alle fiamme nel 1943, e nel 1944 il ponte originale venne parzialmente ripristinato. Fu in seguito necessario procedere ad una revisione del progetto iniziale e tra il 1947 e il 1949 fu ricostruito con importanti modifiche, come la maggiore lunghezza e la disposizione di due livelli per il traffico ferroviario e quello stradale. Venne inoltre realizzata la campata mobile centrale per permettere il traffico fluviale a battelli di maggiori dimensioni.

## Descrizione
Il ponte ha due corsie con marciapiedi al livello superiore e un binario ferroviario al livello inferiore. È formato da dieci segmenti di uguale lunghezza in ferro appoggiati a piloni. Il segmento ferroviario centrale inferiore, con un sistema meccanico si può sollevare mentre quello superiore per il traffico su gomma o pedonale rimane sempre in funzione.